# Сегура, Хуан Хосе (художник)
Хуан Хосе Сегура (исп. Juan José Segura; 7 сентября 1901, Гвадалахара — 23 сентября 1964, Мехико) — мексиканский художник и кинорежиссёр.
На протяжении четырёх лет изучал живопись в Мадриде в Королевской академии изящных искусств Сан-Фернандо, путешествовал в Италию для изучения технологий изготовления фресок. К 1940 году разработал на основе флорентийского опыта и собственных экспериментов оригинальную технологию нанесения на стены краски на смешанной масляно-водяной основе, эта смесь получила название «паста Сегура» (исп. Pasta Segura) — игра слов, основанная на том, что segura по-испански значит «надёжная»; этой смесью широко пользовались мексиканские художники середины столетия.
Одновременно с живописью занимался кинематографом, дебютировав в 1935 году как сценограф и помощник режиссёра в картине Рафаэля Портаса «Богема» (исп. Bohemios), в том же году снял совместно с Алексом Филлипсом картину «Жизнь начинается сегодня» (исп. Hoy comienza la vida). До начала 1950-х гг. снял ещё несколько полноформатных и короткометражных лент.